# 1926
Évszázadok: 19. század – 20. század – 21. század
Évtizedek: 1870-es évek – 1880-as évek – 1890-es évek – 1900-as évek – 1910-es évek – 1920-as évek – 1930-as évek – 1940-es évek – 1950-es évek – 1960-as évek – 1970-es évek
Évek: 1921 – 1922 – 1923 – 1924 –  1925 – 1926 – 1927 – 1928 – 1929 – 1930 – 1931

## Események

### Határozott dátumú események
- január 20. – Megalakul a Magyar Nők Szentkorona Szövetsége Apponyi Albertné és Andrássy Klára vezetésével, feminista, legitimista programmal.[1]
- február 1. – Romániában az Országos Magyar Párt felmondja a román Néppárttal(wd) 1923-ban kötött csucsai paktumot.[2]
- február 3. – A csehszlovák kormány 17/1926-os számú rendeletével konkretizálja, illetve módosítja az 1920. évi 122. számú nyelvtörvényt.[3]
- március 18. – Csehszlovákiában ismét hivatalnokkormány alakul, újfent Jan Černý vezetésével.[3]
- március 26. – Románia és Lengyelország kölcsönös segítségnyújtási szerződést köt.[4]
- március 26. – Romániában hivatalba lép a harmadik Averescu-kormány(wd).[4]
- április 1. – Megkezdi működését a jegybank szerepét is betöltő Csehszlovák Nemzeti Bank.[5]
- április 8. – A Szerb–Horvát–Szlovén Királyságban Nikola Pašić lemond miniszterelnöki tisztségéről, és Nikola Uzunović alakít kormányt.[6]
- április 20. – Csehszlovákiában az 1926. évi 55 számú kormányrendelet módosítja a szlovákiai bírósági járások határait, jórészt azzal a céllal, hogy a 20%-os nemzetiségi minimum alá szorítson magyarlakta területeket.
- április 24. – Szovjet-német semlegességi és megnemtámadási szerződés.[7]
- május 10. – Lengyelországban megalakul a „nemzeti egyetértés” kormánya Wincenty Witos vezetésével, melyben a nemzeti demokraták, a kereszténydemokraták, a Piast Párt, a Lengyel Szocialista Párt és a Nemzeti Munkáspárt vesz részt. (Józef Piłsudski támadásai a kormánnyal szemben. Szembehelyezkedik minden olyan kísérlettel, hogy a parlament gyakoroljon felügyeletet a hadsereg fölött. Befolyását hívei révén is növeli a hadseregben. A kormány az állandósult támadások miatt lemond.)[8]
- május 12. – Józef Piłsudski lengyel marsallnak a hadsereg élén végrehajtott államcsínye. (A hozzá hű csapatokkal sulejówi rezidenciájából elindul Varsó elfoglalására.)[8]
- május 14–15. – A varsói harcok következményeként lemond a kormány.[8]
- május 15. – Stanisław Wojciechowski lengyel köztársasági elnök lemond. (Piłsudski visszautasítja köztársasági elnökké választását, és maga helyett Ignacy Mościcki professzort javasolja államelnöknek, aki június elejétől tölti be ezt a tisztséget egészen a III. köztársaság végéig.)[8]
- május 26. – Ítéletet hirdetnek a frankhamisítási perben.[9]
- június 7. – A korábbi kormányfőt, Kazys Grinius-t választják Litvánia elnökévé.[10]
- június 12. – Franciaország és Románia barátsági szerződést köt; Franciaország elismeri Besszarábia Romániához tartozását.[6]
- július 1. – Csehszlovákiában az 1926. évi 152. számú törvény részben rendezi a magyar nemzetiségű állampolgárság nélküliek honosításának kérdését, amely közel 40 ezer embert érint.
- augusztus 2. – Lengyelországban végrehajtják az alkotmány revízióját. (Piłsudski és hívei a helyzet „szanálására” tesznek ígéretet, innen a rendszer neve: szanációs rendszer – Sanacja.)[8]
- augusztus 20. – A Szerb-Horvát-Szlovén Királyság és Görögország barátsági szerződést köt.[11]
- október 2. – Józef Piłsudski alakít kormányt Lengyelországban. (Ő maga irányítja a hadügymi tárcát, és egyben a fegyveres erők főfelügyelője is. Kiépíti hivatalnoki-katonai diktatúráját, bár a kormányzás parlamenti demokratikus formája megmarad.)[8]
- október 10. – Romániában az erdélyi Nemzeti Párt(wd) és a regáti Parasztpárt(wd) egyesülésével megalakul a Nemzeti Parasztpárt(wd) Iuliu Maniu vezetésével.[11]
- november 8. – Az olasz hatóságok letartóztatják és gyors eljárásban ötévi internálásra, majd „rendes” eljárásban húszévi börtönre ítélik Antonio Gramscit, az Olasz Kommunista Párt főtitkárát, parlamenti képviselőt. (Ítéletét 1932-ben, a Mussolini hatalomátvételének tizedik évfordulójára meghirdetett amnesztia keretében 12 évre mérsékelték.)[12]
- november 15. – Kihirdetik a magyar Országgyűlés felsőházáról szóló törvényt.[13]
- november 18. – Jugoszláv–lengyel barátsági szerződés.
- november 27. – Olaszország és Albánia öt évre szóló barátsági szerződést köt.[14]
- december 14–15. – Országgyűlési választások Magyarországon, ahol az Egységes Párt megkapja a mandátumok 60%-át.[13]
- december 17. – Megválik hivatalától Kazys Grinius litván elnök, miután egy katonai puccs eredményeként nacionalista kormány került hatalomra.[10]
- december 25. – Hirohito császár trónra lépése Japánban.
- december 27. – Új pénzegység, a pengő forgalomba hozatala Magyarországon.[13]

### Határozatlan dátumú események
- az év elején – Lengyelországban a Skrzyński-kormány a Grabski-program végrehajtásának sikertelensége, a gazdasági nehézségek és a belpolitikai válság miatt benyújtja lemondását.[8]
- az év folyamán –
  - Lengyelországban megindul a föld nélküli és a szegényparasztok tömeges kivándorlása. (Számuk 1928-ig eléri a félmilliót.)[8]
  - Gazdasági fellendülés kezdődik Lengyelországban, ahol folytatódik a gdyniai kikötő építése, amely Koppenhága után a második legnagyobb balti-tengeri átrakodó kereskedelmi kikötővé növi ki magát.[8]

## Az év témái

### 1926 az irodalomban
- február– Megjelenik a Korunk első száma.[4]
- július 15. – A helikoni közösség megalakulása.[15]
- október 14. – Megjelenik Alan Alexander Milne Micimackó (angolul Winnie-the-Pooh) című meseregényének első kötete.

### 1926 a zenében
- október 16. – A Magyar Állami Operaházban bemutatják Kodály Zoltán Háry János című daljátékát.[16]
- december 3. – A Király Színház bemutatja a Chopin című operettet.

## Születések

### Január
- január 6. – Hargitay Miklós, magyar származású amerikai testépítő világbajnok († 2006)
- január 7. – Szász Endre magyar festőművész († 2003)
- január 16. – Orosz Árpád magyar építőmérnök, egyetemi tanár († 2022)
- január 26. – Mensáros László, Kossuth-díjas magyar színművész († 1993)
- január 30. – Lukin László, magyar tanár, karnagy, zenei műfordító († 2004)
- január 30. – Solymos Ede magyar néprajzkutató, a történelemtudományok (néprajz) kandidátusa (1960) († 2008)

### Február
- február 2. – Valéry Giscard d’Estaing,  francia politikus, Franciaország elnöke (1974-1981) († 2020)
- február 4. – Grosics Gyula, olimpiai bajnok magyar labdarúgó, a nemzet sportolója († 2014)
- február 5. – Benedek Ferenc, magyar öttusázó, edző († 2020)
- február 10. – Danny Blanchflower, északír labdarúgó, edző († 1993)
- február 11. – Leslie Nielsen, kanadai színész († 2010)
- február 16. – Keserű János magyar agrármérnök, politikus († 2008)
- február 19. – Kurtág György, kétszeres Kossuth-díjas magyar zeneszerző
- február 21. – Király Ede, olimpiai ezüstérmes, világbajnok magyar műkorcsolyázó († 2009)

### Március
- március 3. – Kovács József, olimpiai ezüstérmes magyar atléta, futó († 1987)
- március 4. – Kokas Ignác, magyar festőművész († 2009)
- március 6. – Andrzej Wajda Oscar-díjas lengyel filmrendező († 2016)
- március 25. – Papp László, ökölvívó († 2003)
- március 26. – Dario Fo, Nobel-díjas olasz drámaíró, rendező († 2016)
- március 26. – Kallós Zoltán, kétszeres Kossuth-díjas magyar néprajzkutató, népdalgyűjtő, a nemzet művésze († 2018)

### Április
- április 9. – Hugh Hefner, amerikai üzletember, lapkiadó, a Playboy alapítója († 2017)
- április 10. – Demjén Attila, Munkácsy-díjas festő († 1973)
- április 11. – Lakatos Menyhért, író († 2007)
- április 21. – II. Erzsébet brit királynő, az Egyesült Királyság uralkodója († 2022)
- április 23. – Janikovszky Éva, író, költő, szerkesztő († 2003)
- április 29. – Jacob Jensen, dán ipari formatervező († 2015)

### Május
- május 1. – Lax Péter, Abel-díjas matematikus († 2025)
- május 8. – David Attenborough, brit természettudós, dokumentumfilmes
- május 9. – Hidasi József ornitológus professzor († 2021)
- május 14. – Fésűs Éva, Kossuth-díjas magyar írónő († 2019)
- május 22. – George Christopher Williams, amerikai evolúcióbiológus († 2010)
- május 22. – Bacsik Elek, dzsesszgitáros, dzsesszhegedűs, multiinstrumentalista (húros hangszerek) († 1993)
- május 26. – Miles Davis, zenész († 1991)
- május 31. – Kemény János, matematikus, számítástechnikus († 1992)

### Június
- június 1. – Gálcsiki János, magyar színész, szinkronszínész († 1984)
- június 3. – Allen Ginsberg, amerikai költő († 1997)
- június 14. – Kollár Lajos építőmérnök, az MTA tagja († 2004)
- június 23. – Királyi Ernő magyar politikus, gazdasági szakember († 2010)
- június 26. – Ingeborg Bachmann osztrák költőnő († 1973)
- június 26. – Varga János magyar agrármérnök, egyetemi tanár († 1996)
- június 28. – Wrabel Sándor magyar festőművész, grafikus, „az 1956-os forradalom festője” († 1992)

### Július
- július 4. – Alfredo Di Stéfano, argentin-spanyol labdarúgó († 2014)
- július 7. – Balázs Nándor, magyar fizikus († 2003)
- július 9. – Ben Roy Mottelson amerikai születésű, 1971 óta dán állampolgárságú fizikus († 2022)
- július 14. – Harry Dean Stanton amerikai színész († 2017)

### Augusztus
- augusztus 3. – Tony Bennett Grammy-díjas amerikai jazzénekes († 2023)
- augusztus 6. – Rózsás János nyugalmazott könyvelő, német-orosz műszaki tolmács, író, „a magyar Szolzsenyicin” († 2012)
- augusztus 7. – Kádas Géza, olimpiai ezüstérmes magyar úszó († 1979)
- augusztus 8. – Ország Lili, magyar festő, grafikus, bábtervező († 1978)
- augusztus 10.
  - Gácsi Mihály, magyar grafikus († 1987)
  - Blanca Varela(wd) perui költő († 2009)
- augusztus 13. – Fidel Castro, kubai forradalmár, politikus († 2016)
- augusztus 23. – Hernádi Gyula, Kossuth-díjas magyar író († 2005)
- augusztus 28. – Záray Márta, magyar táncdalénekes († 2001)

### Szeptember
- szeptember 5. – Fónay Jenő, magyar mérnök, 1956-os szabadságharcos, a Széna téri ellenálló csoport helyettes parancsnoka († 2017)
- szeptember 16. – Simon István, költő, műfordító († 1975)
- szeptember 17. – Kékessy Andrea, olimpiai ezüstérmes, világbajnok magyar műkorcsolyázó († 2024)
- szeptember 19. – Kosiba Maszatosi Nobel-díjas japán fizikus († 2020)
- szeptember 20. – Ernst Knobil amerikai biológus, endokrinológus, az MTA tagja († 2000)
- szeptember 20. – Kovács Apollónia Kossuth-díjas magyar népdalénekesnő, színésznő († 2012)
- szeptember 21. – Donald Arthur Glaser amerikai fizikus és neurobiológus († 2013)
- szeptember 26. – Vincze Imre magyar zeneszerző († 1969)

### Október
- október 15. – Michel Foucault, francia történész, filozófus († 1984)
- október 16. – Kárpáti Ferenc hivatásos katonatiszt, MSZMP-politikus, honvédelmi miniszter (1985–1990) († 2013)
- október 18. – Chuck Berry amerikai zenész, gitáros, énekes († 2017)

### November
- november 24. – Li Cseng-tao, kínai amerikai fizikus, aki a nagyenergiájú részecskefizika, a szimmetriaelvek és a statisztikus fizika területén dolgozott († 2024)

### December
- december 11. – Mirko Boman, horvát színész († 2013)
- december 12. – Nagy Károly, magyar fizikus, akadémikus († 2016)
- december 16. – Oláh István, magyar politikus, honvédelmi miniszter († 1985)

## Halálozások
- január 10. – Eino Leino, finn költő, újságíró (* 1878)
- január 18. – Blaha Lujza színésznő (* 1850)
- február 8. – William Bateson brit genetikus (* 1861)
- május 16. – VI. Mehmed, az Oszmán Birodalom 37. szultánja (* 1861)
- május 23. – Koessler János, zeneszerző, zenepedagógus (* 1853)
- május 29. – Vázsonyi Vilmos, politikus (* 1868)
- június 10. – Antoni Gaudí katalán építész (* 1852)
- július 31. – Hauszmann Alajos építész (* 1847)
- szeptember 25. – Kunz Jenő jogfilozófus, szociológus, az MTA tagja (* 1844)
- október 5. – Jászai Mari, színésznő (* 1850)
- október 31. – Harry Houdini (Weisz Erik) magyar származású bűvész és szabadulóművész (* 1874)
- november 10. – Gragger Róbert, irodalomtörténész (* 1887)
- november 26. – John Moses Browning amerikai feltaláló („Browning” öntöltő pisztoly) (* 1855)
- december 5. – Claude Monet francia impresszionista festő (* 1840)
- december 13. – Strobl Alajos, szobrász (* 1856)
- december 29. – Széchényi Manó miniszter, diplomata (* 1858)

## Nobel-díjasok
- A Nobel-díjat a svéd Alfred Nobel alapította, 1901 óta adják át, melyet a Svéd Királyi Tudományos Akadémia ítél oda a tudomány, az irodalom és humanitárius területen kimagasló eredményt elért magánszemélyeknek, illetve intézményeknek.

| Fizikai            | Jean Baptiste Perrin                 |
| Kémiai             | Theodor Svedberg                     |
| Orvosi-fiziológiai | Johannes Andreas Grib Fibiger        |
| Irodalmi           | Grazia Deledda                       |
| Béke               | Aristide Briand és Gustav Stresemann |